# Honey Star
Honey Star es una variedad cultivar de ciruelo (Prunus domestica), de las denominadas ciruelas europeas,
una variedad de ciruela variedad moderna obtenida en Francia se incluye en el grupo de las ciruelas Claudias'. Las frutas tienen un tamaño mediano, con un color de piel verde amarillento a amarillo dorado, y pulpa de color amarillo claro, con textura bastante jugosa, y sabor bastante dulce, con aroma a plátano. Muy buena calidad, se utiliza como fruta fresca de mesa.

## Sinonimias
- "Honey Star (cov)".

## Historia
En el año 1933 se crean como empresa familiar los viveros "Darnaud". 
En 1992, la familia decide separar la actividad de investigación y desarrollo de variedades frutales de hueso, de la actividad viverista, surge entonces la división "International Plant Selection" (IPS). IPS se centra en la región de Auvernia-Ródano-Alpes, y ha conseguido un renombre internacional gracias a su colaboración en exclusiva con numerosos obtentores en todo el mundo. IPS se ha convertido en líder en su campo con 15 hectáreas de campos de experimentación en "Drôme Provençale" (Francia), y 6 hectáreas en la región de Murcia (España).
'Honey Star' es una variedad de ciruela francesa moderna, reconocida incluida en el grupo de las ciruelas 'Claudias', donde por la política de la empresa no están revelados sus parentales de procedencia ni los pasos de obtención. Está comercializada como marca registrada® Variedad club.

## Características
'Honey Star' árbol de vigoroso crecimiento, de generosa producción, requiere poco mantenimiento. Requiere suelo ligero y una posición soleada. Las mejores frutas vienen cuando hay un comienzo de verano húmedo y un clima cálido y seco en el período de maduración. Si el clima es al revés, gran parte de la cosecha se pierde por culpa de la monilinia (Podredumbre parda). Tiene un tiempo de floración que comienza a partir del 18 de abril con el 10% de floración, para el 21 de abril tiene una floración completa (80%), y para el 2 de mayo tiene un 90% de caída de pétalos.
'Honey Star' tiene una talla de tamaño medio (peso promedio 32,40 g.), de forma globosa, con la sutura perceptible, línea fina, incolora y transparente, situada en una depresión más o menos acentuada, continuando en la parte inferior dorsal; epidermis con abundante pruina blanco grisácea, no se aprecia pubescencia, siendo el color de la piel verde amarillento a amarillo dorado, punteado abundante pequeño; Pedúnculo de longitud mediano, grueso con la parte superior formando maza, sin pubescencia, ubicado en una cavidad del pedúnculo de anchura bastante amplia, medianamente profunda, medianamente rebajada en la sutura y más suavemente en el lado opuesto;pulpa de color amarillo pálido, con textura bastante jugosa, y sabor bastante dulce, con aroma a plátano, ºBrix 16. Buena calidad.
Hueso muy adherente, que no se separa de la pulpa, de tamaño pequeño, elíptico redondeado, zona pistilar amplia y redondeada, zona ventral y surcos poco acusados, caras laterales medianamente labradas, granulosas.
Su tiempo de recogida de cosecha es precoz, se inicia en su maduración desde finales de junio a mediados de julio.

## Usos
La ciruela 'Honey Star' debido a su textura jugosa, de gran calidad, por lo que se utiliza como ciruela de postre fresca en mesa.

## Cultivo
La ciruela 'Honey Star' es una variedad de "Reina Claudia" que está bien adaptada a los climas de las regiones mediterráneas, y otras regiones climáticas, y es muy fértil.
La ciruela 'Honey Star' es parcialmente autofértil necesita polen de otras variedades para cuaje del fruto, siendo polinizadores del grupo C entre otros: 'Crimson Glo' (cov), 'Honey Dawn' (cov), . . .

## Enfermedades y plagas
Plagas específicas:
Pulgones, Cochinilla parda, aves Camachuelos, Orugas, Araña roja de árboles frutales, Polillas minadoras de hojas, Pulgón enrollador de hojas de ciruelo.
Enfermedades específicas:
Se afecta menos que otras Claudias con la Podredumbre parda de las ciruelas.